# Vital dos Santos

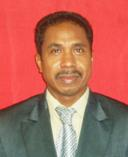
Vital dos Santos, vor 2008

Vital dos Santos (* 18. Dezember 1965) ist ein Politiker aus Osttimor. Er ist Mitglied der Partido Democrático (PD) und stammt aus dem Westteil des Landes.

## Politik
Nach der ersten Runde der Präsidentschaftswahlen in Osttimor 2007 vertrat Santos als Anwalt die unterlegenen Kandidaten Fernando de Araújo, Lúcia Lobato und Francisco Xavier do Amaral beim Einspruch gegen das Ergebnis am Tribunal de Recurso de Timor-Leste. Der Einspruch scheiterte.
Von 2007 bis 2012 war Santos Mitglied des Nationalparlaments Osttimors und hier Vizepräsident der Kommission für konstitutionelle Angelegenheiten, Justiz, Öffentliche Verwaltung, lokale Rechtsprechung und Gesetzgebung der Regierung (Kommission A). Als der ebenfalls aus dem Westen stammende PD-Fraktionschef Adriano do Nascimento dem Minister für Landwirtschaft, Forstwirtschaft und Fischerei Mariano Sabino Lopes (ebenfalls PD) vorwarf, alle Positionen der PD in der Regierung würden nur mit Personen aus dem Ostteil des Landes besetzt und daher für sich ebenfalls einen Posten forderte, erhielt Nascimento Unterstützung von Santos und dem Abgeordneten Lucas da Costa. Sie drohten im Parlament gegen die Bildung der Regierungskoalition Aliança da Maioria Parlamentar (AMP) zu stimmen.
2008 geriet Santos im Parlament in ein Handgemenge, als der FRETILIN-Abgeordnete Osório Costa ihn angriff.
Santos schied im Februar 2011 vorzeitig aus dem Parlament aus. Bei den Parlamentswahlen 2012 war Santos nicht mehr auf der Wahlliste der PD vertreten. Er ist nun wieder als Anwalt tätig.